# Cerastium flavescens
Cerastium flavescens är en nejlikväxtart. Cerastium flavescens ingår i släktet arvar, och familjen nejlikväxter.

## Underarter
Arten delas in i följande underarter:
- C. f. flavescens
- C. f. jablonense